# Xerez
O xerez (em castelhano: jerez) é um tipo de vinho fortificado, licoroso, típico da Espanha, envelhecido no sistema de soleira. O seu nome é derivado da região onde é elaborado, Xerez da Fronteira (nome).

## Marco de Xerez
O Marco de Xerez é o território vitivinícola onde se produz o xerez. É composto pelos municípios de Xerez da Fronteira (que lhe dá o nome), Sanlúcar de Barrameda, El Puerto de Santa María, Trebujena, Chiclana de la Frontera, Puerto Real, Rota, Chipiona e Lebrija (o único situado na província de Sevilha: todos os demais situam-se na província de Cádis). Divide-se em duas áreas: a área de cultivo (Xerez, Sanlúcar, El Puerto, Trebujena, Chiclana, Puerto Real, Rota, Chipiona e Lebrija) e a área de envelhecimento (Xerez, Sanlúcar e El Puerto). A área de cultivo, por sua vez, divide-se numa área de produção de melhor qualidade (Xerez Superior) e uma área de menor qualidade (Xerez Zona).
A sua situação geográfica, que sofre a influência climática tanto do oceano Atlântico quanto do mar Mediterrâneo, com uma média de trinta dias por ano de precipitações intensas, faz com que seu vinho envelhecido tenha características especiais. Outros elementos diferenciadores são a terra albariza, a uva palomino, o envelhecimento com flor de leveduras do gênero Saccharomyces e o sistema de soleira.
O vinho produzido no marco se divide em vários tipos: fino, manzanilla, amontillado, oloroso, palo cortado, Pedro Ximénez, moscatel, Pale Cream, Medium e Cream. Também se produzem, no marco, o vinagre de Xerez e o conhaque de Xerez.

## História
No século I a.C., Estrabão, no livro III de sua Geografia, disse que o cultivo da uva foi introduzido na região de Xerez da Fronteira pelos fenícios fundadores de Cádis por volta de 1 100 a.C. No sítio arqueológico fenício de Doña Blanca, no atual município de El Puerto de Santa Maria, foi encontrado um lagar que data do século IV a.C. Após a pacificação da Hispânia Bética em 138 a.C. por Públio Cornélio Cipião Emiliano Africano e a subsequente romanização da região, se iniciou uma intensa exportação de azeite, vinho e garum da região para Roma e outras partes da República Romana (posteriormente Império Romano).
Durante o domínio muçulmano (711–1248), Xerez da Fronteira continuou a ser um importante centro produtor de vinhos, mesmo com a proibição corânica ao consumo de vinho: a desculpa utilizada para a manutenção da produção foi a produção de passas e álcool com fim medicinal. Em 966, durante o califado de Aláqueme II, a pedido de Almançor, se decidiu arrancar os vinhedos xerezanos por motivos religiosos, mas a oposição local conseguiu que somente fosse arrancado um terço dos mesmos. No século XII, os vinhos de Xerez já eram exportados para a Inglaterra.
Após a reconquista cristã no século XIII, os vinhedos de Xerez da Fronteira passaram a render muitos lucros para a Coroa Espanhola, pois a cidade passou a pertencer diretamente ao rei. O rei Henrique I de Castela, para desenvolver a manufatura nacional, passou a trocar lã inglesa por vinho de Xerez, o que aumentou ainda mais a popularidade do xerez na Inglaterra. O rei Henrique III, através da Real Provisão de 1402, proibiu que se arrancasse uma cepa sequer de vinhedos em Xerez, bem como que houvesse colmeias perto das vinhas com abelhas que pudessem danificar as uvas.
A crescente demanda de xerez por parte de França, Inglaterra, Gênova e Flandres gerou a necessidade de regular a sua produção e comércio. Em 12 de agosto de 1483, a prefeitura de Xerez promulgou as Ordenanças do Grêmio da Passa e da Colheita de Xerez, primeira regulamentação da colheita, dos barris, do processo de envelhecimento e da comercialização do xerez.
Em 1492, o Descobrimento da América gerou um novo mercado para o xerez. Em 1768, Xerez da Fronteira, Sanlúcar de Barrameda e El Puerto de Santa María obtiveram o "Terço de Frutos" ou "Terço de Toneladas", um privilégio que reservava um terço das cargas dos navios que comercializavam com as Índias para o transporte de vinho produzido nessas três cidades.
O xerez viajou nas adegas da nau Victoria e dos demais navios que, comandados por Fernão de Magalhães, saíram do porto de Sanlúcar em 20 de setembro de 1519 e para esse mesmo porto regressaram em 1522, já sob o comando de Juan Sebastián Elcano, na que foi a primeira circum-navegação marítima da Terra.
Durante o Século de Ouro Espanhol, a pirataria inglesa, embora prejudicial aos interesses dos comerciantes do Marco de Xerez, foi um importante fator de difusão do xerez na Inglaterra. No saque de Cádis de 1587, Martin Frobisher, da frota de Francis Drake, levou, consigo, como butim, 3 000 barris de xerez. Em 1596, Cádis voltou a ser saqueada, desta vez pela esquadra anglo-holandesa do segundo Conde de Essex, a quem a rainha Isabel I de Inglaterra recomendou o xerez como sendo o "vinho ideal". Em 1625, Edward Cecil, o primeiro visconde de Wimbledon, tentou um novo ataque a Cádis, sem êxito. Nessa época, o xerez já era imensamente popular na Inglaterra, como o demonstra sua presença frequente na mesa do rei Jaime VI da Escócia e I de Inglaterra e nas obras de William Shakespeare.
Em 1680, a sede da frota da prata foi transferida para Cádis, fazendo desaparecer o teórico monopólio de Sevilha, o que beneficiou ainda mais as exportações vinícolas do Marco de Xerez. Surgiram, então, os negócios familiares dos cargadores a Indias, que deixaram um importante legado arquitetônico para a região. Muitos italianos, como os Lila, Maldonado, Spínola, Conti, Colarte e Bozzano, se estabeleceram no Marco de Xerez e estabeleceram as bases da indústria vinícola daí em diante. O crescimento da demanda de xerez por parte das Ilhas Britânicas também fez com que, ao longo dos séculos XVII e XVIII, muitos ingleses, escoceses e irlandeses, como os Fitz-Gerald, O'Neale, Gordon, Garvey e Mackenzie, se estabelecessem no Marco de Xerez.
No fim do século XVIII, o xerez era muito distinto do xerez atual. O que se exportava era um vinho do ano, fortificado para se conservar bem durante as viagens. O Grêmio da Vinhateria considerava que o envelhecimento era uma prática especulativa: por isso, suas ordenanças o proibiam, o que beneficiava os agricultores e prejudicava os comerciantes. Esse conflito, iniciado em 1775, durou três décadas e terminou com a vitória dos comerciantes, a extinção do Grêmio da Vinhateria e a implantação do atual sistema de soleira. Dessa forma, no início do século XIX, o xerez adquiriu seu formato atual. Houve, também, um aumento do número de produtores britânicos, como Wisdom, Warter, Williams, Humbert, Sandeman, Osborne, Terry e Duff-Gordon. Também houve um grande aporte de capitais oriundos de espanhóis que retornaram devido ao processo de Independência da América Espanhola, como os bascos Goytia, Muriel, Goñi, Aizpitarte e Otaolaurruchi. Também se iniciaram nessa época os negócios dos González (1835) e dos Misa (1844).
Ao longo do século XIX, o xerez consolidou sua fama internacional, chegando a representar dez por cento das exportações espanholas, o que trouxe um aumento da imitação e da falsificação do produto, através de vinhos que não eram produzidos no Marco de Xerez. A atividade vinícola fez com que Xerez da Fronteira se tornasse, nessa época, uma cidade pioneira na Espanha em muitos setores, como o de bombeiros (para combater os frequentes os incêndios nos alambiques), rede elétrica e trem (o trem percorria as principais fábricas e transportava o vinho até o porto).
Em 1878, vários produtores foram ao Congresso Internacional de Marcas de Fábrica, onde se criou a Liga Internacional para a Propriedade Mútua da Propriedade Industrial, cuja primeira reunião se celebrou em Paris em 1883. Em 14 de abril de 1891, o Convênio de Madri converteu, em norma, os acordos e intenções declarados na reunião de Paris, começando o reconhecimento internacional do vinho de Xerez como produto com origem geográfica. Esta proteção não resultou tão efetiva como era desejável pois o conceito de "Denominação de Origem" era um recém-nascido no direito internacional. Por isso, os produtores do Marco continuaram sua luta contra as falsificações.
O xerez passou por um momento crítico em 1894, quando a filoxera chegou à região. O parasita arruinou praticamente a totalidade dos viticultores até que, anos depois, foi erradicada graças ao arrancamento das vinhas e ao uso de enxertos.
Em 1910, foi fundada, em Londres, a Sherry Shippers Association, associação de armadores ingleses interessados em fomentar a importação e a promoção genérica do xerez. Em 1924, durante a ditadura de Primo de Rivera, o governo concedeu, à prefeitura de Xerez da Fronteira, a propriedade da marca "xerez". No entanto, o passo definitivo para a proteção do xerez só chegou em 1933, com a Segunda República Espanhola, quando se constituiu o Conselho Regulador das Denominações de Origem Jerez-Xérès-Sherry.
Durante a ditadura, a aristocracia xerezana se manteve à frente das fábricas de xerez. Durante o franquismo, aconteceram as primeiras greves gerais no Marco de Xerez. Nos anos 1970, o xerez teve sua máxima expansão: 23 000 hectares de vinhedos, fornecendo trabalho a 12 000 pessoas. A partir de então, o setor entrou em crise, motivado por superprodução, baixa qualidade e queda da demanda de consumidores tradicionais como Reino Unido e Países Baixos. Em 2015, o número de postos de trabalho gerados pelo xerez não chegava a 1 500.

## Viticultura

### Clima
O clima é do tipo mediterrânico com influência do oceano Atlântico. A temperatura média durante o período de atividade da vide é 17,5 graus Celsius, com aproximadamente trezentos dias de sol por ano. O vento predominante é o ponente, que provém do oceano. No verão, a umidade marítima modera a temperatura, contrabalançando o efeito do vento de levante. As precipitações anuais rondam os seiscentos litros por metro quadrado, concentradas entre outubro e maio, sendo setembro um mês seco, circunstância que favorece a maturação e a colheita na época da vindima.

### Solo
A orografia do marco de Xerez se compõe de grandes planícies e suaves colinas, formando uma dilatada campina de horizontes abertos. Os vinhedos estão situados em porções de terra de extensão variável e topografia, mesoclima e pedologia homogêneos. De modo geral, pode se dizer que, no marco, há três tipos de solo: os barros, a areia e a albariza. A albariza é o elemento edafológico mais singular do marco, recebendo seu nome da coloração branca do terreno. Consiste em uma rocha marga, branca e orgânica, rica em carbonato de cálcio, argila e dióxido de silício, formada no Oligoceno pela sedimentação das águas de um mar interior. É a terra mais apropriada para a produção de uvas destinadas à produção de xerez, já que tem um alto poder de retenção de água, permanecendo, durante o verão, seca na superfície porém úmida a vários metros de profundidade. Os vinhos de melhor qualidade são os elaborados com uva proveniente de terrenos de albariza. Seus vinhedos se classificam em dois tipos: xerez superior (situados nos terrenos de albariza) e zona (situados em terrenos de barro ou areia). Os terrenos de xerez superior se localizam em algumas regiões de Xerez, Sanlúcar, Trebujena, El Puerto de Santa María, Rota e Chipiona. O resto das localidades do marco são de zona.
A plantação de uva se prepara mediante escavação do terreno. A cepa que se vai plantar é colocada numa caixa (tradicionalmente, com 1,50 metro de lado. Atualmente, devido à mecanização da lavoura, com 1,15 metro por 2,30 metros.), se aduba o fundo e se tapa com terra. Esta atividade é executada em agosto, quando a terra está mais seca e é mais fácil de ser arada, por estar mais compacta. Por este motivo, é chamada de "agostado" (agostao). No final de fevereiro ou princípio de março do ano seguinte, se planta a vide porta-enxerto, introduzindo, na terra, seis centímetros da vara. Se costuma chamar essa vide de "ripária", em alusão à espécie Vitis riparia. As linhas de cepas se orientam no sentido norte-sul, para possibilitar a máxima insolação. Em agosto, se procede ao enxerto da cepa com as variedades viníferas autorizadas pelo Conselho Regulador, que são as variedades palomino, Pedro Ximénez e moscatel. A palomino é a uva mais usada para se produzir os vinhos xerez, constituindo cerca de 95% das uvas utilizadas na produção do xerez.
Na primeira poda, à cepa enxertada, se lhe deixam apenas dois braços, que, posteriormente, servirão para podá-la segundo o sistema de "vara e polegar". O sistema de poda consiste em deixar, em um braço da cepa, uma vara de oito gemas, enquanto, no outro braço, se deixa um polegar de apenas uma gema. Da vara, nascerão os cachos, e do polegar nascerá um broto. No ano seguinte, o broto que nasceu do polegar será a vara, enquanto a vara do ano anterior será podada curta, como polegar. Esse sistema de poda alternada se realiza entre dezembro e janeiro.

### Colheita
A colheita é efetuada no princípio de setembro, quando o resto do cacho se torna escuro e "a uva se rende", isto é, se torna branca e doce. A uva deve ter um mínimo de 10,5 graus de Baumé. O corte da uva é realizado manualmente, e é levado imediatamente ao lagar. Para conseguir a pacificação da uva destinada à produção de vinhos doces (Pedro Ximénez e moscatel), esta é colocada em esteiras de palha ao ar livre, que são cobertas à noite para ser menos afetadas pela umidade da madrugada. Este procedimento, chamado soleo, pode prolongar-se por mais de uma semana, dependendo das condições climatológicas.

## Método de produção
O marco de xerez se divide em duas áreas diferenciadas: a zona de produção e a zona de amadurecimento. A primeira é composta por Jerez, Sanlúcar, El Puerto, Trebujena, Chiclana, Puerto Real, Rota, Chipiona e Lebrija. A segunda é composta por Jerez, Sanlúcar e El Puerto. O Conselho Regulador somente permite a elaboração com uva da zona de produção, e o amadurecimento na zona de amadurecimento.

### Mosto
A uva que chega ao lagar é selecionada, desprezando os cachos em más condições, os talos e as folhas, para evitar o excesso de tanino. A uva selecionada é introduzida em máquinas que a apertam suavemente, para que o grão se abra antes de entrar na prensa. Nela, se obtêm setenta litros de mosto para cada cem quilogramas de uva. O mosto extraído nessa proporção é chamado de "mosto de gema". Posteriormente, pode ser aplicada mais pressão sobre a uva, com o objetivo de extrair mais líquido. O mosto resultante da segunda prensa é utilizado para elaboração de subprodutos, não podendo ser usado na fabricação de xerez, o qual só pode ser fabricado com o mosto de gema.

### Fermentação

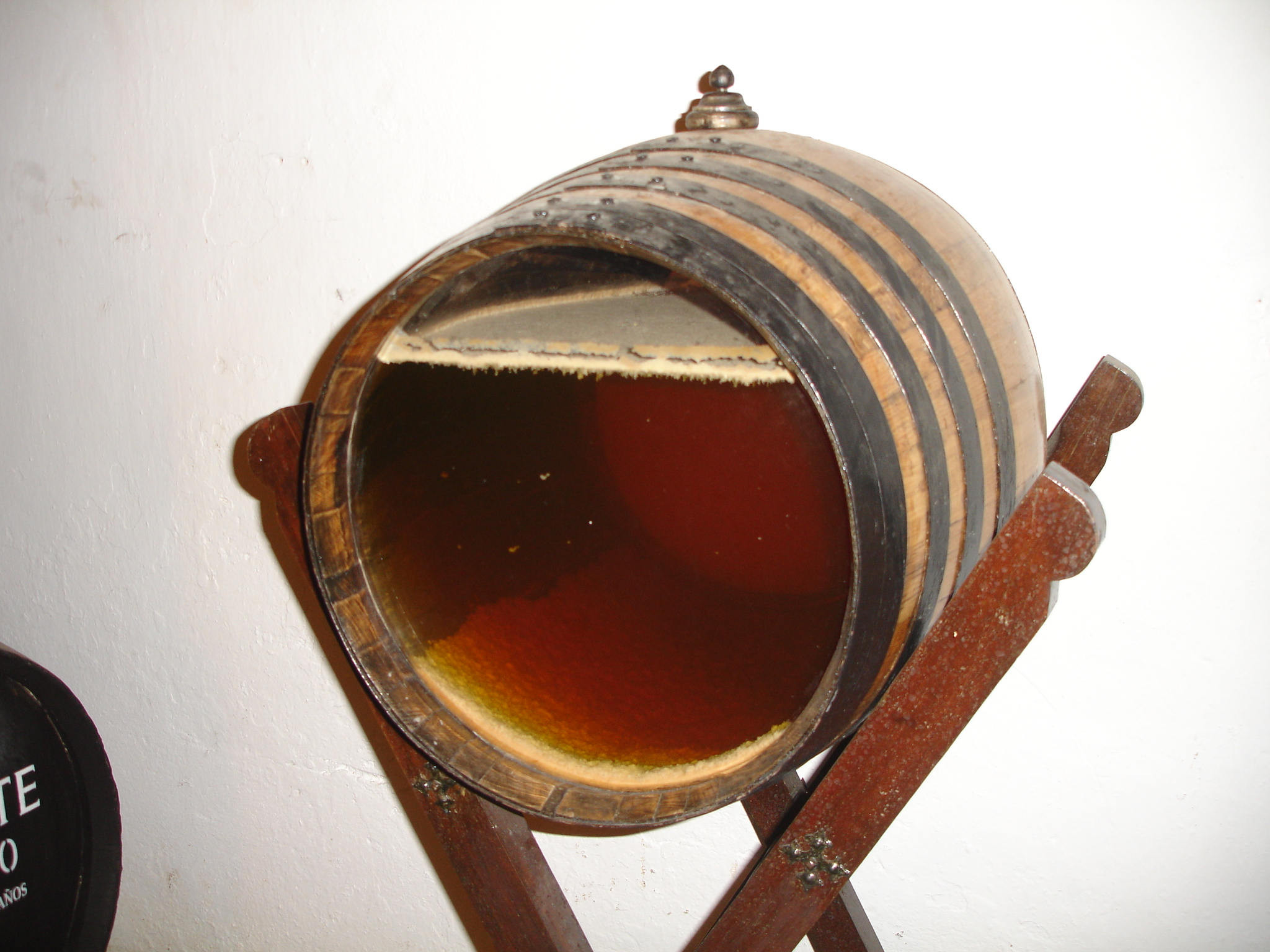
Saccharomyces (camada superficial branca) em barril de xerez

O mosto de gema é introduzido imediatamente em tanques de aço inoxidável para propiciar sua fermentação, que acontecerá a uma temperatura controlada, entre 22 e 24 graus Celsius. Esse processo se divide em duas fases: a fermentação tumultuosa e a fermentação lenta. A primeira acontece durante os primeiros dias: nela, mais de noventa por cento do açúcar do mosto de gema se converte em etanol e dióxido de carbono. A segunda fase, a fermentação lenta, termina no início de dezembro, com a obtenção de um vinho branco totalmente seco com graduação alcoólica entre onze e doze.
O antigo sistema de fermentação em barris de Quercus rubra ainda se mantém excepcionalmente nas adegas por dois motivos: para que os barris novos se vinifiquem e se tornem aptas para o amadurecimento do vinho, ou simplesmente para vinificar o vinho desta forma característica.
Finalizada a fermentação, o caldo resultante é um vinho branco com graduação alcoólica entre onze e doze. A gravidade e o frio do inverno fizeram com que as partículas sólidas em suspensão do mosto se decantassem no fundo do depósito. Na superfície do vinho, que se tornou limpo e transparente, se desenvolveu uma capa de leveduras do gênero Saccharomyces, que recebe o nome de "flor".

### Classificação e fortificação dos vinhos
Os vinhos resultantes da fermentação são reunidos e classificados antes da eliminação dos sedimentos. Os vinhos pálidos, limpos ao nariz e leves se classificam como fino ou manzanilla, enquanto os que são perceptíveis ao olfato e têm mais corpo e estrutura são classificados como olorosos.
Os finos ou manzanillas são fortificados com aguardente de vinho até alcançar os quinze graus, enquanto os olorosos alcançam dezessete graus ou mais, de acordo com a adega. O distinto grau de fortificação determina o tipo de amadurecimento de cada caldo.
Em 2018, começou a ser estudada a possibilidade de se incluir vinhos não fortificados na denominação de origem.

### Amadurecimento

#### Sobretablas
Depois da fortificação, o vinho é, geralmente, introduzido em barris de carvalho americano com quinhentos litros de capacidade. Se enchem, de vinho, 5/6 do barril e se deixa o sexto restante ("dois punhos") como câmara de ar. Essa prática diferencia o sistema de amadurecimento do xerez do usado em outras regiões vinícolas, nas quais o vinho é amadurecido em recipientes hermeticamente fechados para evitar a oxidação. Esta primeira fase de amadurecimento é chamada de "sobretablas".

#### Finoemanzanilla. A flor
O vinho destinado a ser fino ou manzanilla, que havia sido fortificado até chegar aos quinze graus, é introduzido na barrica, deixando "dois punhos" de câmara de ar, conservando, sobre ele, a capa de leveduras do gênero Saccharomyces surgida durante o processo de fermentação, chamada "flor". Essa capa de leveduras cobre toda a superfície do vinho dentro do barril, isolando-a e impedindo sua oxidação. Por isto, esta forma de amadurecimento não é oxidativa, mas biológica. A flor se reproduz e morre continuamente, proliferando ou "florescendo" especialmente na primavera e outono, e debilitando-se no verão e no inverno, quando as temperaturas são mais extremas. A "flor" interatua constantemente com o vinho que cobre, consumindo parte de seu álcool e nutrientes e conferindo-lhe aromas e sabores. A "flor" que vai morrendo se decanta e se deposita no fundo do barril, formando aquilo que é chamado de "mãe do vinho".
O manzanilla é um vinho que somente pode ser produzido na cidade de Sanlúcar, ao passo que o fino pode ser produzido no resto do marco. Está sendo discutido se o fino também pode ser produzido em Sanlúcar.

#### Oloroso
O vinho classificado para ser oloroso, que havia sido fortificado até chegar a um mínimo de dezessete graus, também é introduzido em barris, deixando "dois punhos" como câmara de ar. Sua alta graduação alcoólica impede o desenvolvimento das mencionadas leveduras, fazendo com que o vinho entre em contato direto com o ar. Por este motivo, este amadurecimento é chamado de oxidativo ou físico-químico.

#### Amontillado
A graduação alcoólica do vinho amadurecido sob a "flor" (fino ou manzanilla) pode aumentar até acima do limite tolerado pelas leveduras, devido a fatores ambientais como temperatura ou umidade, ou devido à ação do adegueiro. Conforme a "flor" vai desaparecendo, o vinho vai entrando em "amadurecimento oxidativo". O vinho resultante deste amadurecimento misto (primeiramente biológico e depois oxidativo) é chamado de amontillado, e é uma das particularidades enológicas do marco de xerez.

#### Sistema de criadeiras e soleiras
Nas adegas do marco de xerez, os barris são ordenados segundo a idade do vinho que contêm. Os barris são alinhados em filas de distintas alturas, formando baterias. A fila de barris mais próxima ao solo é chamada de soleira. Nela, ficam os vinhos mais velhos. A fila de barris imediatamente superior à soleira é chamada de "primeira criadeira", e contém vinho mais jovem. Sobre ela, se situa a "segunda criadeira", que contém vinho mais jovem que a primeira, e assim sucessivamente, com o mínimo de duas criadeiras.
A operação pela qual se extrai vinho para seu consumo se chama saca. O vinho dedicado exclusivamente à comercialização é extraído dos barris da soleira em pequenas quantidades. A quantidade extraída desses barris é substituída pela mesma quantidade de vinho extraída da primeira criadeira, a qual, por sua vez, é reposta por mesma quantidade de vinho extraído da segunda criadeira, e assim sucessivamente, até alcançar o último andar, cujos barris são preenchidos com vinho mais jovem. Tradicionalmente, essa operação de transferência é realizada manualmente, com duas ferramentas conhecidas como canoa e rociador. Estes instrumentos permitem introduzir o vinho lentamente nos barris, como se fosse orvalho (rocío), com o objetivo de não danificar a capa de levedura que cobre a superfície do vinho. Dessa forma, o vinho mais velho se mescla ao vinho mais jovem, o qual vai adquirindo as características conseguidas pelo primeiro ao longo de anos de amadurecimento.
O sistema de criadeiras e soleiras é um sistema dinâmico. Por sua causa, não se pode dizer que os vinhos do marco pertencem a uma única colheita: pode-se apenas dizer que determinado vinho apresenta um amadurecimento mínimo ou médio. O amadurecimento mínimo do xerez é de três anos, o que equivale a uma soleira e duas criadeiras. No entanto, deve ter-se em conta outros dois fatores: a frequência com que se retira o vinho da soleira, e a quantidade de caldo que se extrai em cada saca. Isso determina que, em muitos casos, o amadurecimento relativo seja muito maior.
Apesar de não ser o habitual, pouco a pouco aparecem iniciativas de lançar, no mercado, xerez com colheita especificada. Igualmente, há vinhos que ficam décadas na garrafa: nesse caso, se considera a data de seu engarrafamento como indicador de seu amadurecimento (especialmente no caso de vinhos de amadurecimento por oxidação).

## Adegas
A atividade adegueira condicionou, há séculos, a anatomia da cidade de Jerez de la Frontera. Isto se observa especialmente nas adegas, que, dada a situação estratégica da cidade entre os rios Guadalquivir e Guadalete e próxima ao oceano Atlântico, foram construídas em posições elevadas.

### Arquitetura adegueira
As características arquitetônicas tradicionais das adegas do marco de xerez são as seguintes: situam-se preferencialmente próximas ao mar, ou em terreno alto, para receber a brisa marinha. Sua orientação ideal é noroeste-sudeste, para evitar ao máximo a insolação e preservar a umidade. Costumam ser edifícios de planta retangular, com paredes de alvenaria rebocadas e caiadas de branco, cobertos por armações de madeira de duas águas com telhados de telhas árabes. Os muros externos, construídos com materiais de grande higroscopicidade e uma espessura mínima de sessenta centímetros, mantêm um elevado grau de umidade, e proporcionam um grande isolamento térmico. A altura dos edifícios é elevada, chegando a alcançar os catorze metros. Isto faz com que abriguem uma grande quantidade de ar, necessária para as leveduras. As janelas costumam estar situadas a grande altura, são de formato retangular, e estão cobertas de treliças ou esteiras, favorecendo a ventilação mas impedindo a entrada de luz solar, pois as leveduras vivem na escuridão. O chão é de terra, o que ajuda a manter a umidade do interior e a manter a adega fresca no verão, podendo-se regar quando for necessário.
Como exemplos, destacam-se o "Conjunto urbano adegueiro Campo de Guía", e a arquitetura urbana da cidade de Jerez de la Frontera.

### Adegas mouriscas
As adegas mouriscas são edifícios de planta e altura reduzidas. Por isso, sua capacidade de conter barris é muito limitada. Estão cobertas em apenas uma vertente por vigas curtas e telhados de telhas árabes. Sua ventilação escassa fazia com que fossem especialmente apropriadas para o amadurecimento de vinhos tintos doces, mas não para o amadurecimento de vinhos com "flor". Ainda existem algumas adegas mouriscas em Sanlúcar de Barrameda e Trebujena, embora estejam ameaçadas pelo crescimento urbanístico. As adegas dos conventos e das casas de comerciantes das Índias, como as adegas mouriscas, costumam ser pequenas.

### Adegas catedrais
São chamadas de "adegas catedrais", segundo expressão do viajante romântico Richard Ford, um tipo de adega típica do marco de xerez. São adegas que se dedicam exclusivamente ao amadurecimento de vinhos e se caracterizam por ser edifícios de planta retangular extensa, cobertos com armaduras e telhados de duas águas, sustentados por antigos arcos sobre pilares, o que determina normalmente que sua planta seja do tipo basilical. A similitude desses edifícios com os edifícios religiosos da Andaluzia ocidental, especialmente os de tradição mudéjar, fez com que o nome que lhes fora dado por Richard Ford se consolidasse na hora de nomear esses "templos do vinho". As construções dessa tipologia remontam a finais do século XVIII, e se generalizaram no século XIX, com a produção em grande escala de finos e manzanillas, cujo amadurecimento sob "flor" requer grandes edifícios que possibilitem um grande isolamento térmico e uma grande ventilação. Muitas das adegas catedrais foram financiadas por grandes "capitais de regresso" de espanhóis que voltavam da América, ou procedentes da imigração interna espanhola ou estrangeira.

### Sacristias
No marco de xerez, se conhece pelo nome de "sacristia" a um tipo de estabelecimento que existe dentro de algumas adegas. Na sacristia, se guardam os melhores vinhos da adega, aqueles cujo consumo se reserva à família, amigos e empregados de confiança do adegueiro, e que também são usados para agradar clientes e personalidades que visitam a adega.

## Comercialização
Existem três tipos de adegas: as adegas de amadurecimento e expedição, as adegas de amadurecimento e armazenado, e as adegas de produção. As primeiras e as segundas somente podem estar localizadas na zona de amadurecimento, enquanto as terceiras podem situar-se na zona de produção. As adegas de amadurecimento e expedição são as únicas que podem amadurecer e comercializar vinhos com denominação de origem, pois as adegas de amadurecimento e armazenado podem amadurecê-los e armazená-los porém não comercializá-los diretamente, somente através de sua venda a adegas de expedição. As adegas de produção podem amadurecer vinho e vendê-lo a adegas de amadurecimento. Existem adegas de produção em Chiclana de la Frontera, Chipiona, Trebujena e Rota.
Quanto às vendas, recentemente a venda nacional superou a do Reino Unido (tradicionalmente, a mais forte). Embora outros mercados internacionais estejam crescendo consideravelmente. Ainda assim, alguns especialistas defendem a necessidade de vender menos vinho porém com mais qualidade.

### Sistema de cotas
o Conselho Regulador da Denominação de Origem Jerez-Xérès-Sherry garante o amadurecimento mínimo dos vinhos mediante o chamado "sistema de cotas". Esse método consiste em autorizar somente a comercialização de uma parte do vinho existente em cada adega. O conselho exige que as adegas de amadurecimento devem dispor de três litros de vinho para cada litro comercializado. Mediante esta percentagem, a cota máxima de comercialização garante que o vinho comercializado terá, no mínimo, três anos de amadurecimento.
No entanto, esta medida foi denunciada por algumas adegas à Comissão Nacional da Competência, que, embora a princípio tenha multado a atividade, depois rebaixou a multa, e finalmente a anulou.

### Excedentes
Na última década do século XX, houve um excedente na produção de mosto. Isto danificou a imagem do vinho, cujo preço caiu, assim as margens em todos os setores. Em 2012, voltou-se a alcançar o equilíbrio, com o consumo dos excedentes.

### Outros
O Conselho regula outros itens, como a impossibilidade de usar o formato bag in box ou vender a granel.
Embora a princípio pouco importante, lentamente se desenvolveu uma indústria gráfica ao redor do xerez. Prova disso são as pedras litográficas de Jerez Industrial atualmente em exposição no Museu Arqueológico de Jerez.

## Xerezes

### Vinhos generosos
Os vinhos generosos de xerez são secos, por haver sido elaborados com mosto completamente fermentado. Segundo seu amadurecimento, se dividem em:
- Fino: seco e leve ao paladar, entre quinze e dezessete graus alcoólicos, amadurecido sob flor, cor palha ou dourado-pálido, aroma pungente e delicado, sabor de amêndoa.
- Manzanilla: seco e leve ao paladar, entre quinze e dezessete graus alcoólicos, amadurecido sob flor, cor palha ou dourado-pálido mais claro que o fino, aroma pungente. O manzanilla é um vinho parecido com o fino, embora possua características próprias, por ser produzido exclusivamente em Sanlúcar de Barrameda, segundo suas condições microclimáticas e segundo o estilo pessoal de suas adegas. Estas peculiaridades fazem com que exista a denominação de origem manzanilla-Sanlúcar de Barrameda, que segue o mesmo conselho regulador do xerez. Existem vários tipos de manzanilla, embora o manzanilla fino seja o vinho sanluquenho prototípico. O manzanilla envelhecido é menos pálido e tem mais corpo que o fino, por ter se oxidado ligeiramente durante seu amadurecimento.
- Amontillado: seco e leve ao paladar, entre dezessete e 22 graus alcoólicos, cor âmbar, aroma pungente atenuado, sabor de avelã.
- Oloroso: seco, com muito corpo e vinhosidade, entre dezessete e 22 graus alcoólicos, cor de âmbar a mogno, aroma forte, sabor de noz.
- Palo cortado: seco, com corpo, entre dezessete e 22 graus alcoólicos, cor mogno brilhante, aroma pungente, sabor de avelã. Conjuga o sabor do amontillado com o corpo e o nariz do oloroso. É um vinho difícil de encontrar, já que as uvas próprias para sua fabricação desapareceram com a praga de filoxera de 1894.

### Vinhos doces
Os vinhos doces se elaboram com uvas das variedades moscatel e Pedro Ximénez. Os cachos são postos para secar ao sol para sua pacificação. O alto conteúdo em glicose destas uvas faz com que o mosto resultante seja especialmente doce e denso. O mosto se fermenta parcialmente, o que faz com que conserve grande quantidade de açúcar. O vinho resultante é submetido a um amadurecimento oxidativo segundo o sistema de criadeiras e soleiras.
- Pedro Ximénez: doce, suave, cor mogno-escuro, aroma de passas.
- Moscatel: muito doce, cor mogno-escuro, com aroma característico da variedade de uva.

### Vinhos generosos de licor
A mescla de vinhos generosos secos com vinhos doces dá lugar a vinhos generosos de licor com distintos graus de doçura.
- Pale cream: doce, entre 15,5 e 22 graus alcoólicos, cor amarelo-palha ou dourado, aroma pungente e delicado.
- Medium: ligeiramente doce, entre quinze e 22 graus alcoólicos, cor de âmbar a mogno-claro, aroma atenuado.
- Cream: se obtém a partir do oloroso. Doce, muito corpo, entre 15,5 e 22 graus alcoólicos, cor mogno, aroma intenso.

### Vinhos de amadurecimento qualificado
O conselho regulador permite a categorização de vinhos como "vinhos com indicação de idade". Entre eles, se destacam dois:
- Vinum optimum signatum (traduzido do latim, "vinho ótimo selecionado"): tem mais de vinte anos de amadurecimento. Também se conhece pela sigla VOS, que corresponde à locução inglesa very old sherry ("xerez muito velho").
- Vinum optimum rare signatum(traduzido do latim, "vinho ótimo e raro selecionado"): tem mais de trinta anos. Também é conhecido pela sigla VORS, correspondendo à expressão inglesa Very Old Rare Sherry ("xerez muito raro e velho").

O sistema de cotas desses vinhos, da mesma forma que os outros vinhos do marco, é diretamente proporcional ao amadurecimento mínimo garantido. Deste modo, para cada litro engarrafado com mais de vinte anos de idade, a adega deve possuir uma reserva de vinte litros do mesmo sistema de amadurecimento. No caso dos vinhos de trinta anos, para cada litro comercializado, a adega deve dispor de uma reserva de trinta litros do mesmo amadurecimento. O laboratório da Estação de Viticultura e Enologia de Xerez analisa o amadurecimento desses vinhos e um comitê de degustação independente deve aprovar a qualidade dos mesmos.
Da mesma maneira, existem, excepcionalmente, vinhos de maior amadurecimento, como o Gran Señor de Urium. É considerado o xerez mais caro do mundo, e conta com mais de cem anos de amadurecimento e um preço estimado de 20 000 euros.

### Palmas
De modo transversal, aplicável a qualquer xerez, se usava, historicamente, um sistema de palmas para destacar aqueles barris que continham vinho mais puro e delicado. Este sistema está começando a ser retomado por alguns produtores.

### Vinhos históricos não protegidos
Existem outros vinhos históricos produzidos no marco de xerez que não estão protegidos pelo Conselho Regulador da Denominação de Origem, como o moscatel de Chipiona, a tintilla de Rota e o pajarete. Igualmente, a quina é um vinho feito com os resíduos dos barris e açúcar (sendo usado antigamente como tônico).

## Degustação
A degustação do xerez apresenta uma série de particularidades que a distinguem das convenções internacionais sobre a matéria. O principal fator diferenciador é que todos os xerezes devem ser servidos em copo de degustação, embora a manzanilla, um vinho singular em vários aspectos dentro de seu contexto enológico, tem a particularidade de ser degustado em copo próprio. Não obstante, também é muito frequente e correto bebê-la em copo de degustação comum.
Por seu grande valor estético, o uso da venencia é outra das singularidades do lugar, condicionada pela particular maturação biológica de alguns de seus vinhos. A venencia permite, ao venenciador, extrair o vinho do barril danificando o mínimo possível da flor de leveduras que existe sobre ele. A habilidade do venenciador é um espetáculo muito apreciado em aperitivos e banquetes.
Na época vitoriana, foi moda o consumo de xerez em combinados, como sherry cobbler, candié, sherry flip, sherry negus, wassail, syllabub ou egg-nog, e em sobremesas. Na década de 2010, se recuperou essa tradição com bebidas como o rebujito e outros coquetéis.

## Gastronomia
Tradicionalmente, os vinhos são muito usados na gastronomia do marco de xerez e de outras regiões da Andaluzia Ocidental. Da mesma forma, a infinidade de possibilidades que oferece faz com que os vinhos sejam empregados frequentemente na nova cozinha de autor, sobretudo para macerar e condimentar. Os vinhos também são muito empregados na confecção de doces, como o toucinho do céu, inventado na Idade Média para usar os restos da clarificação de xerez.
Sua forte personalidade faz com que muitos desses vinhos não sejam consumidos junto com a comida fora do âmbito baixo-andaluz por motivos culturais, que estão mudando pouco a pouco. No entanto, o xerez pode acompanhar uma infinidade de comidas. Por exemplo:
- o fino e o manzanilla acompanham, perfeitamente, aperitivos (tapas, azeitonas, queijos suaves, marisco...), sopas e pescados suaves.
- o amontillado harmoniza com queijos curados, sopas, consomês, pescado azul e carnes brancas.
- o oloroso acompanha carnes vermelhas e caça.
- o Pedro Ximénez acompanha doces e queijos azuis.
- o pale cream acompanha foie gras e fruta fresca.
- o medium acompanha patês e quiches.
- o cream harmoniza com qualquer doce.

### Temperatura
- o fino e o manzanilla devem ser servidos sempre entre sete e nove graus Celsius.
- o amontillado e o oloroso entre treze e catorze graus Celsius.
- o Pedro Ximénez e o moscatel em torno dos quinze graus Celsius.
- o pale cream a aproximadamente dez graus Celsius.
- o medium entre dez e onze graus Celsius.
- o cream a aproximadamente treze graus Celsius, ou com gelo.

### Copa Xerez
A Copa Xerez é uma competição organizada de dois em dois anos pela Federação de Adegas do Marco de Xerez e pelo Conselho Regulador das Denominações de Origem Jerez-Xérès-Sherry e Manzanilla Sanlúcar de Barrameda. Nela, se reúnem cozinheiros e sommeliers dos países com maior consumo de xerez (Alemanha, Bélgica, Dinamarca, Espanha, Estados Unidos Países Baixos e Reino Unido).

## Vinagre de Xerez
A partir da produção do vinho, se obtém, também, o vinagre de xerez, que é elaborado a partir da fermentação acética do vinho, seguindo o mesmo sistema de criadeiras e soleiras deste. Sua cor é mogno-escuro, com uma certa concentração, e aromas generosos com matizes de madeira. É adequado para vinagretes e molhos.
Desde 1994, sua produção está regulada pela Denominação de Origem Vinagre de Xerez e seu conselho regulador. Em 2008, passou a fazer parte dos produtos de qualidade certificada pela Junta da Andaluzia. Existem três tipos: o vinagre de xerez, que é envelhecido por seis meses; o vinagre de xerez reserva, que envelheceu por no mínimo dois anos; e o vinagre de xerez gran reserva, que envelheceu por no mínimo dez anos, embora o conselho permita especificar a idade se esta for maior. Podem ser encontrados vinagres de até vinte ou trinta anos de envelhecimento.

## Brandyde Xerez
O brandy xerezano contém entre 36 e quarenta graus alcoólicos. É elaborado a partir de vinho feito com uva palomino que, após ser destilado para se obter o álcool vínico, é envelhecido em barris de carvalho americano que já envelheceram xerez por no mínimo três anos. Seu caráter, cor, sabor e aroma dependem em grande medida do vinho utilizado e do estilo da adega.
Não se sabe ao certo quando começou a produção de brandy, há registros de que, já no século XVI, havia uma grande produção de aguardentes. Atualmente, o brandy de xerez é o único brandy espanhol protegido por denominação de origem. Assim como o vinho e o vinagre, deve ser produzido exclusivamente no marco de xerez, segundo o sistema de criadeiras e soleiras. Segundo seu envelhecimento, é classificado como brandy de xerez soleira (envelhecimento de um ano), brandy de xerez soleira reserva (três anos) e brandy de xerez soleira gran reserva (dez anos).

## Outros produtos derivados
Recentemente, vem se diversificando o uso do xerez como base de diversos produtos. Destaca-se o trabalho do Centro Andaluz de Investigações Vitivinícolas da Universidade de Cádis e da Junta da Andaluzia:
- Condimento para produtos de todo tipo, como bombons[55] e sal, entre outros. Dos restos dessas uvas, são fabricados biscoitos e geleias ricos em antioxidantes e fibras alimentares.[56]
- Enocosmética,[57] que usa resíduos do processo de fabricação do xerez (em especial, a uva palomino)[58] para criar cosméticos.[59]
- Vinhoterapia, que usa propriedades do vinho como organismo vivo com finalidades terapêuticas.
- "Vinho sem álcool" foi produzido sem êxito em 1997. Atualmente, está se pensando em fazer uma nova tentativa com o produto.[60]

O setor de tanoaria cresceu com o consumo de vinho. É comum o uso de barris que armazenaram xerez para dar sabor a outros produtos, como uísque e atum. Essa atividade é chamada de "barris de xerez" e foi reconhecida pela Oficina Espanhola de Patentes e Marcas como um processo exclusivo dos xerezes. Segundo estudos, essa atividade move, por ano, 60 000 barris e quarenta milhões de euros.

## O xerez como recurso turístico
Embora já existisse nos séculos XVIII e XIX, o turismo enológico na região vem se popularizando recentemente, com cursos de degustação, venenciador, turismo por vinhas emblemáticas etc. Em muitos casos, esse turismo inclui o "vinho do ano", o mosto.
Como resultado, o xerez está se tornando mais um incentivo para o turismo na região. Em 2018, a região foi eleita como o melhor destino de enoturismo do mundo.
Atualmente, existem vários museus sobre os vinhos de xerez:
- Museu do Mistério de Xerez
- Museu do Moscatel[74]
- Museu de Etiquetas de Xerez, nas Adegas Garvey

O dia 26 de maio foi declarado "dia mundial do xerez", coincidindo com o octagésimo aniversário de fundação da denominação de origem xerez. A iniciativa partiu do alemão Wolfgang Hess, formador homologado do vinho de xerez e antigo cozinheiro profissional.

## O xerez na literatura e na cultura popular
A larga história dos vinhos xerezanos, sua importante difusão comercial no exterior e sua forte presença na cultura baixa-andaluza e espanhola fizeram com que o xerez se tornasse presente em diversas manifestações culturais.
No âmbito da cultura popular, está presente em provérbios, além de ser um elemento imprescindível nas festas da Andaluzia ocidental. Também está presente em peças de teatro:

De Rota, a tintilla; de Sanlúcar, a manzanilla; e de Xerez, o que é o rei dos vinhos.
No campo da literatura culta tanto espanhola quanto estrangeira, são frequentes as alusões ao xerez. Numerosos escritores de renome mencionam este vinho em suas obras de forma concreta ou dentro de um contexto narrativo geral. Célebres alusões ao xerez são as de William Shakespeare, Benito Pérez Galdós, Alexander Fleming e Edgar Allan Poe em seu relato O barril de amontillado. Também existem outros textos de autor incerto, como "Pasquils Palinodia".
Igualmente, o cinema refletiu o amor por este vinho de diretores como Orson Welles.
A importância da indústria e da comercialização do vinho e do brandy de xerez tem um claro reflexo no mundo da publicidade. Anúncios como o do touro de Osborne, o da garrafa de Tío Pepe e outras imagens publicitárias se converteram em ícones de extraordinária popularidade na Espanha no campo da cultura de massa.
Também se faz referência a ele na famosa marcha militar "As corsárias", popularmente também conhecida como "Soldadinho espanhol": "como o vinho de xerez e o vinhozinho de Rioja são cores que tem a bandeirinha espanhola".
Quanto à pintura, o xerez se encontra em quadros de Raphaelle Peale e outros autores.
Uma garrafa de propriedade de Nicolau II da Rússia é considerada o xerez mais caro do mundo e uma das dez garrafas mais caras de vinho do mundo, com um preço estimado em mais de 50 000 dólares americanos.

## Xerez e saúde
Além de afirmações informais como a famosa frase de Alexander Fleming "se a penicilina cura os vivos, o xerez ressuscita os mortos", existem diversos estudos que permitem afirmar os benefícios para a saúde de uma ingestão moderada de xerez.